# パキスタン関係記事の一覧
パキスタン関係記事の一覧（パキスタンかんけいきじのいちらん）
パキスタンに関係する記事を一覧する。
- パキスタン出身の人物についてはパキスタン人の一覧を参照。

## あ行
- アフガニスタン - 隣国
- アザド・カシミール - 同国が実効支配している地域の一つ
- アメリカ合衆国 - 歴史的な関係を持つ国の一つである
- イード・アル＝アドハー
- イード・アル＝フィトル
- イギリス連邦 - 国家連合の一つ。同国はこの連邦加盟国の一ヶ国として知られている
- イスラム教 - 国教。数々の宗派が存在している
- イスラム協力機構 - イスラム諸国をメンバーとして構成された国際機構。かつてはイスラム諸国会議機構という名称であった
- イスラム世界
- インダス川 - 同国の中心地を流れる河川である
- インド - 隣国
- イラン - 隣国
- インド洋 - 同国に接する大洋
- 印パ戦争 - インドと同国の間で3度に渡って行なわれた戦争
- ウルドゥー語

## か行
- カシミール - 山岳地域。同国パキスタン北東部とインド北部の国境付近にひろがる
- カッチ湿地（英語版） - 塩性の湿地
  - カッチ小湿地（英語版）
  - カッチ大湿地
- カラコルム山脈
- クリケット - 球技の一種。同国において最も人気が高いスポーツである
- 国際連合アフガニスタン・パキスタン仲介ミッション
- 国際連合インド・パキスタン軍事監視団

## さ行
- サイクロン - 熱帯低気圧の一種。インド洋北部・インド洋南部・太平洋南部で発生する現象である
- サイクロン作戦
- 在パキスタン日本国大使館
- サライキ語
- ジャスミン - 同国の国花として扱われている
- 上海協力機構 - 多国間協力組織。英略称はSCO。同国が加盟している
- シンド語
- スライマーン山脈
- ソビエト連邦 - かつて存在していた国家連邦。同国はアメリカを介する形でこの連邦と対立していた歴史がある

## た行
- タール砂漠 - 同国東部とインド・ラージャスターン州に跨る砂漠。別名「大インド砂漠」
- 中央条約機構 - かつて存在していた集団安全保障機構。同国はこの機構の加盟国であった
- 中華人民共和国 - 隣国
- デュアランド・ライン - 同国とアフガニスタンの国境線。現在「世界で最も危険な地域」の一ヶ所として知られている

## な行
- 日本とパキスタンの関係

## は行
- パキスタン・クーデター (1999年)
- パキスタン・ターリバーン運動
- パキスタン・プレミアリーグ - 同国のプロサッカーリーグ。2004年発足
- パキスタン・モスク立てこもり事件
- パキスタン (ドミニオン) - かつてパキスタンおよびバングラデシュ領域に存在したイギリス連邦の自治領
- パキスタン軍
- パキスタン国籍法（英語版）
- パキスタン最高裁判所（英語版）
- パキスタン地震 (2005年)
- パキスタン地震 (2013年)
- パキスタンにおける信教の自由
- パキスタンの核実験 (1998年)
- パキスタンの関与した戦争一覧
- パキスタンの降伏文書
- パキスタンの国会
- パキスタンの地震一覧
- パキスタンの政府（英語版）
- パキスタンの政党
  - パキスタン・ムスリム連盟ナワーズ・シャリーフ派 - 同国の政党の一. 同国では保守政党として知られる
- パキスタンの大統領
- パキスタンの歴史
- パシュトー語
- バルティスターン
- バルーチスターン
- バローチー語
- バングラデシュ - 旧名は東パキスタン
- パンジャーブ語
- パンジャーブ料理
- ヒンズークシ山脈
- ペルシア語 - 国名の由来に、この言語が深く関わっている

## ま行
- 南アジア
- ムジャーヒディーン
- ムスリム - イスラム教の信者を指す。アラビア語に由来する言葉でもある
- 名誉の殺人 - 古くから続いている風習。同国における問題の一つとして挙げられている

## わ行
- ワジリスタン紛争

## 英数字
- K2 - 同国の最高峰であり、同時にカラコルム山脈の最高峰としても知られている
- 1960年ローマオリンピック
- 1968年メキシコシティーオリンピック
- 1970年のボーラ・サイクロン
- 1984年ロサンゼルスオリンピック

## 関係記事
- Category:パキスタン